# Asimoneura petiolata
Asimoneura petiolata är en tvåvingeart som först beskrevs av Munro 1931.  Asimoneura petiolata ingår i släktet Asimoneura och familjen borrflugor. Inga underarter finns listade.